# Barrage d'Arrowrock
Le barrage d'Arrowrock est un barrage voûte en béton établi sur la rivière Boise, dans l'Idaho, aux États-Unis.
Il a ouvert en 1915 et est situé sur la frontière entre les comtés de Boise et d'Elmore, en amont du barrage de Lucky Peak (en) et du lac formé par ce dernier. Le déversoir d'Arrowrock est situé à 981 m d'altitude et son but principal est de fournir de l'eau d'irrigation pour l'agriculture, mais depuis 2010 un générateur d'électricité y est installé.

## Historique

### Préparations
En 1910, un an après la mise en œuvre du barrage de dérivation de la Boise, le Reclamation Service (renommé Bureau of Reclamation en 1923) commence à envisager une nouvelle installation de stockage d'eau plus à l'est sur le cours de la rivière. Après plusieurs études, les ingénieurs optent pour le site d'Arrowrock, qui a précédemment été le site d'une entreprise privée d'irrigation dirigée par Arthur De Wint Foote, mais abandonnée par manque de financement. Le site d'Arrowrock est à la confluence du cours principal et de la South Fork de la Boise. C'est alors le projet le plus ambitieux envisagé jusqu'alors par le Reclamation Service. Haut de 106 m, Arrowrock deviendra le plus grand barrage voûte en béton du monde. Avant la construction, des travaux préparatoires considérables doivent être accomplis. Comme la structure est située quelque 32 km en amont du barrage de dérivation, l'acheminement des fournitures pour le chantier est une entreprise considérable en elle-même. Le Reclamation Service choisit de construire une nouvelle ligne de chemin de fer sur l'ancienne route carrossable menant, au nord, à Idaho City. Le chemin de fer doit commencer au moulin de Barberton, près du barrage de dérivation, et s'étendre à travers un canyon sinueux jusqu'à Arrowrock. Avant même que le barrage soit approuvé, le Reclamation Service commence à travailler sur la ligne de chemin de fer.
La construction de la voie ferrée soulève d'importants problèmes. La Barberton Lumber Company possède en effet des droits de passage. Le Reclamation Service doit donc parvenir à un accord sur la propriété de la ligne de chemin de fer. Le gouvernement intervient pour dénouer la situation, et la Arrowrock & Boise Railroad devient la première ligne de chemin de fer publique des États-Unis. Le 22 août 1910, la transaction est finalisée et les travaux commencent sur la ligne menant au site d'Arrowrock.
Bien que la construction a été retardée à plusieurs reprises par la pénurie de traverses de chemin de fer, les travailleurs finissent la piste au début de novembre. Le voyage à travers le canyon reste une très longue et pénible épreuve. Lors des premiers mois, les passagers sont invités à descendre une fois arrivés au pont de Gooseneck, encore inachevé, pour que les voitures soient hissées tour à tour. Pourtant, une fois qu'ils sont arrivés, la plupart des passagers sont surpris par ce qu'ils trouvent. Non seulement la vue est à couper le souffle, mais le camp du chantier offre des équipements qui ne sont pas disponibles pour certains habitants de la Treasure Valley. Le site est entièrement alimenté en électricité, et il dispose également d'une installation de chauffage central, de l'eau courante et d'un efficace système d'égouts. Outre les locaux du Reclamation Service, le camp d'Arrowrock est doté d'un hôpital, d'une cantine, d'un bureau de poste, et d'un hôtel. Les travailleurs et les visiteurs peuvent être logés dans l'hôtel, des dortoirs ou des chambres d'hôtes. En plus des activités de plein air, le camp a également aménagé un camp de la YMCA, une école, et une salle des fêtes. À l'apogée de la construction, environ 1 400 personnes étaient installées à Arrowrock, y compris environ 200 familles.
Pour fournir l'électricité pour le site, le Reclamation Service fait aménager le barrage de dérivation de la Boise en y installant une petite centrale hydroélectrique. Terminée en 1912, l'usine de trois générateurs produit 1 500 kilowatts pour le camp d'Arrowrock, des scieries, et des mélangeurs de ciment géants. Les turbines de fabrication allemande Allis-Chalmers, d'une puissance de 541 kW, ont été les premières au monde à être construites avec un axe vertical. Avec les lignes électriques, les services gouvernementaux ont installé un câble téléphonique pour connecter Arrowrock avec le monde extérieur. En 1976, la centrale a été inscrite au Registre national des lieux historiques. Après avoir été remise à neuf par la Bonneville Power Administration en 2002, elle est maintenant en état de réserve opérationnelle, et donne parfois des surplus d'électricité pendant les périodes de pointe. Un soin particulier a été fait pour maintenir les qualités historiques de la centrale. Des éléments d'origine comme les régulateurs, les panneaux de contrôle en ardoise, les transformateurs, les ponts roulants, et les logements de générateurs, bien que n'étant plus fonctionnels, ont été préservés pour leur intérêt historique.

### Début des travaux
Les travaux commencent sur le barrage d'Arrowrock au début de 1912, et progressent à un rythme record. Comme la main d'œuvre est de plus en plus nombreuse après l'achèvement du barrage de Deer Flat (en) et du barrage de dérivation de la Boise, le niveau des salaires commence à diminuer. Des ouvriers sans qualification sont alors payés 2,40 $ par jour, tandis que les travailleurs qualifiés obtiennent 3,00  à   4,00 $. En outre, plusieurs retenues sont opérées pour la chambre et la pension. Les travailleurs peuvent choisir entre un dortoir collectif à 1,25 $ par mois ou une chambre privée à 4,00 $. Soixante-cinq cents sont déduits chaque jour pour les repas et 1,00 $ par mois est prélevé à destination de l'entretien de l'hôpital. Le travail s'avère assez dangereux. Il engendre de nombreuses blessures et provoque douze morts. Pourtant, malgré les risques et la réduction de la rémunération, les travailleurs du site établissent plusieurs records de construction, celui qui consiste en la pose de 403 100 m3 de béton sur le barrage n'étant pas le moindre.

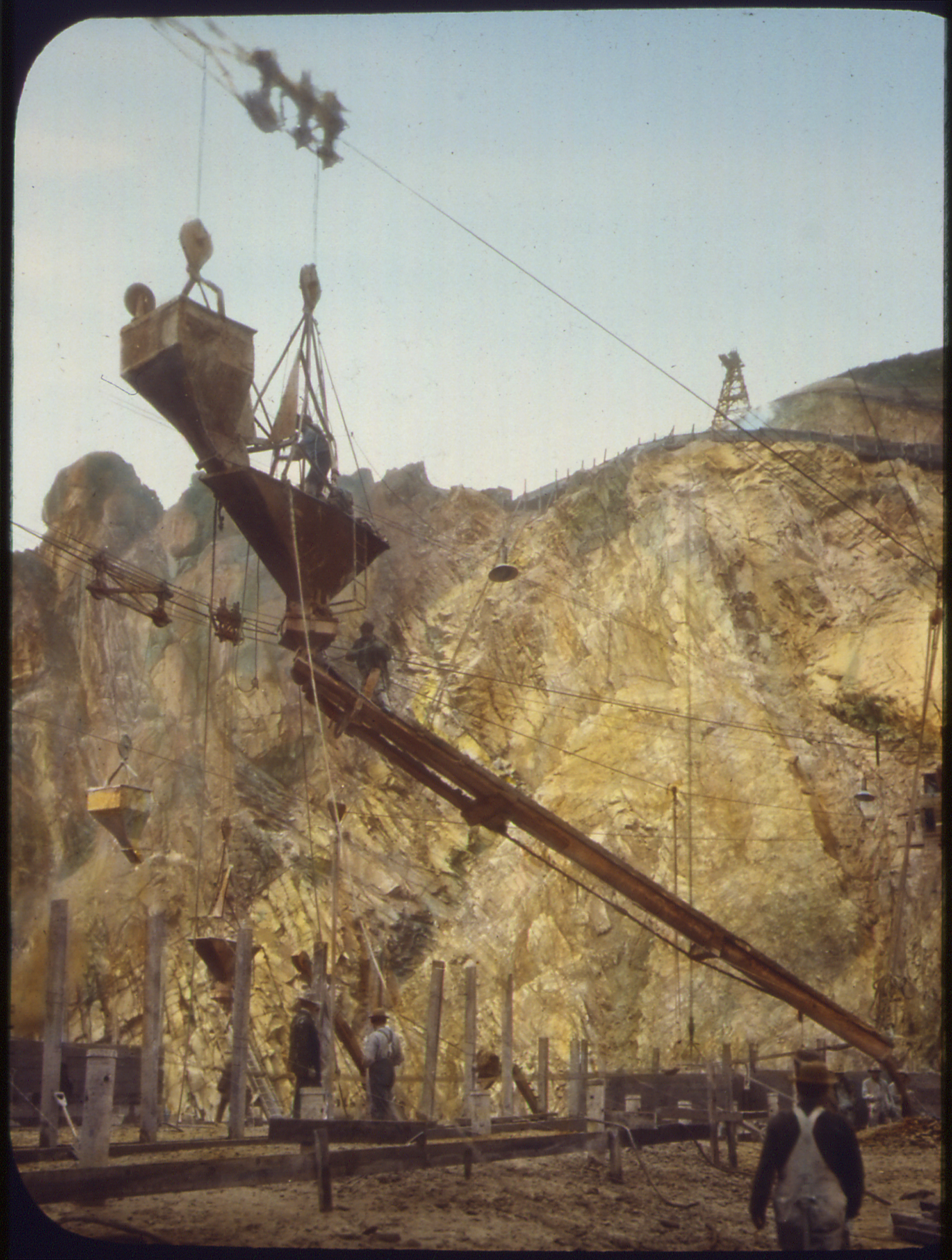
Système d'écoulement du béton.

Le Reclamation Service n'épargne aucune dépense relative à l'équipement du barrage d'Arrowrock. À la pelle à vapeur Atlantic de 70 tonnes rénovée, récupérée du chantier de Deer Flat Upper Embankment, s'ajoutent deux pelles polyvalentes « dinkey » de 18 tonnes et plusieurs camions-benne tous neufs. Les mélangeurs de ciment produisent plus de 2 000 barils par jour et tournent sans interruption pendant près de 30 mois. Deux remontées mécaniques Lidgerwood de 12 tonnes survolent le site pour transférer le matériel et le béton depuis le sol. De nombreuses équipes utilisant des groupes de chevaux aident à transporter de l'équipement et le gravier depuis le camp vers les différentes zones de travail. En outre, une flotte de camions, un Buick et sept Ford, convoient à la fois des équipes de travail et des visiteurs, et permettent un niveau inattendu de mobilité dans tout le camp. Dans le souci d'atténuer l'inconfort du trajet via la ligne de chemin de fer de la Boise & Arrowrock, le Reclamation Service fait l'acquisition d'une locomotive de 60 tonnes et de plusieurs wagons de tourisme neufs. Pendant près de cinq ans, le train parcourt fidèlement le canyon, convoyant plus de 89 500 visiteurs et membres du personnel du chantier. Et au cours de son activité, les convois de la Boise & Arrowrock ont parcouru plus de 180 000 km et transporté 14 000 000 tonnes de marchandises.

### Inauguration
Le 4 octobre 1915, le Arrowrock Barrage est finalement inauguré. Il est alors le plus haut barrage du monde, une distinction  qu'il tiendra pendant neuf ans, jusqu'à l'achèvement du barrage Schräh, en Suisse en 1924, avec une hauteur de 11,60 m. En outre, les ingénieurs innovent en matière d'instrumentation du barrage, avec la mise en place de dix thermomètres intégrés profondément dans la structure du béton. En plus des joints de contraction, le Reclamation Service est en mesure de contrôler la température de prise du béton, et ainsi de s'assurer de la solidité du barrage. Il a une épaisseur de 69 m à la base et de 4,6 m au niveau de la crête. Il laisse l'eau s'écouler par 25 sorties, certaines étant conçues pour s'auto-réguler, une autre première dans l'ingénierie. Dix sorties sont construites pour l'alimentation d'un éventuel générateur électrique, mais seront pas utilisées. Au total, le barrage contient 447 390 m3 de béton et le réservoir retient 353 000 000 m3 d'eau destinée à l'irrigation. Dans la première semaine de mise en activité, environ 12 000 visiteurs affrontent le trajet via canyon pour venir voir le barrage. Pourtant, l'intérêt diminuant au fil du temps, la desserte de l'Arrowrock & Boise Railroad a chuté de manière significative. Le camp, un temps aussi animé qu'une ruche, devient rapidement une ville fantôme. Le 11 août 1916, le gouvernement déclasse ses tout premier transports publics.

### Travaux de réparation en 1935-1937
En 1935-1937, le barrage bénéficie d'une rénovation, qui comprend une surélévation de 5 pieds (environ 1,5 m), ce qui augmente la capacité du réservoir de 11 100 000 m3, portant la capacité totale à 335 753 256 m3. La construction originale a été réalisée en employant une proportion assez élevée d'un mélange sable-ciment. En 1935, il est constaté que le béton sur la face aval du barrage est détérioré, sans doute en raison des conditions climatiques. Les réparations effectuées incluent la rénovation du canal en aval et celle du canal de déversement.

### XXIesiècle
Après 85 ans de service, les 10 vannes Ensign, trop usées, sont remplacées par des vannes à clapet entre 2001 et 2004.
En mars 2010, le Boise Project Board of Control a terminé la construction d'un générateur hydroélectrique de 15 MW. Le projet a également rénové la ligne de transmission vers le barrage.
Le barrage est distingué par l'American Society of Civil Engineers et figure depuis août 2016 dans la liste des Historic Civil Engineering Landmarks.
En mai 2017, le Bureau of Reclamation choisit de procéder à l'ouverture du déversoir de barrage d'Arrow en prévision des fortes pluies pouvant conduire à un remplissage inhabituel du lac.